# Jason Lane
Jason Dean Lane (né le 22 décembre 1976 à Santa Rosa, Californie, États-Unis) est un ancien lanceur gaucher de la Ligue majeure de baseball. 
Joueur de champ extérieur dans le baseball majeur de 2002 à 2007, Jason Lane effectue un retour en 2014, cette fois comme lanceur, à l'âge de 37 ans.

## Carrière

### Comme joueur de position
Joueur des Trojans de l'université de Californie du Sud, Jason Lane est repêché au 6e tour de sélection par les Astros de Houston en 1999. Il fait ses débuts dans le baseball majeur avec les Astros le 10 mai 2002. Lane évolue alors à la position de voltigeur, et c'est dans ce rôle qu'il évolue dans les majeures jusqu'en 2007. Il connaît sa meilleure saison en 2005 avec 26 circuits et 78 points produits en 145 matchs pour les Astros. Il réussit 4 circuits et produit 10 points dans les éliminatoires qui suivent et se distingue notamment avec un circuit en solo et deux points produits dans le 3e match de la Série mondiale 2005 entre Houston et les éventuels champions, les White Sox de Chicago. Son double en 8e manche du premier match de Série mondiale jamais présenté à Houston envoie les deux clubs en manches supplémentaires mais les Astros s'avouent finalement battus, 7-5, en 14e reprise.
Sa carrière prend ensuite un tournant pour le pire alors qu'il ne frappe que pour, 201 de moyenne au bâton en 112 matchs joués en 2006. En 2007, sa moyenne ne s'élève qu'à, 175 en 71 parties jouées. Son contrat est acheté par les Padres de San Diego en septembre et il n'obtient aucun coup sûr en 3 matchs avec sa seconde équipe. Le 1er octobre 2007, Lane joue ce qui sera pendant près de 7 ans son dernier match dans les majeures. 

### Ligues mineures et baseball indépendant
Lane joue en ligues mineures de 2008 à 2011 pour des clubs affiliés aux Yankees de New York, aux Red Sox de Boston, aux Blue Jays de Toronto et aux Marlins de la Floride, sans être capable de convaincre l'une de ces équipes de lui accorder une nouvelle chance au niveau majeur. C'est alors qu'à l'approche de ses 35 ans, il choisit un changement drastique de carrière, et décide d'effectuer une transition de joueur de position vers celle de lanceur. En décembre 2011, il rejoint les Diamondbacks de l'Arizona, qui l'invitent à leur camp d'entraînement du printemps 2012 avant de l'assigner aux ligues mineures. Libéré en mai par la franchise, il tient bon et rejoint les Skeeters de Sugar Land, un club de baseball indépendant aligné en Atlantic League. Lane, qui n'a pas été lanceur à temps plein depuis l'université, s'avère l'as du personnel des lanceurs des Skeeters et est nommé joueur par excellence de cette ligue en 2012. De retour dans l'effectif en 2013, il quitte en cours d'année pour rejoindre un club-école des Padres de San Diego, qui le mettent sous contrat. Il termine 2013 au niveau Triple-A des ligues mineures avec les Padres de Tucson.

### Retour dans les majeures comme lanceur
Le 3 juin 2014, Jason Lane est lanceur de relève pendant 3 manches et un tiers dans une défaite des Padres de San Diego face aux Pirates de Pittsburgh. Il n'accorde aucun point ni coup sûr à l'adversaire lors de cette sortie et enregistre 3 retraits sur des prises. Il s'agit de son premier match dans les majeures depuis octobre 2007. Après deux sorties en relève en juin pour San Diego, Lane revient le 28 juillet, cette fois comme lanceur partant contre les Braves, à Atlanta. Il encaisse la défaite dans un revers de 2-0 des Padres malgré une brillante performance de 6 manches au monticule, où il n'accorde qu'un point. À 37 ans et 219 jours, Jason Lane est le joueur le plus âgé à faire ses débuts comme lanceur partant dans les majeures depuis le premier départ de l'ex-releveur Troy Percival, âgé de 38 ans et 52 jours, pour les Cardinals de Saint-Louis le 30 septembre 2007. Il est aussi le lanceur partant à faire ses débuts le plus tardivement pour les Padres, battant facilement le record de Walter Silva, âgé de 32 ans et 94 jours à son premier départ dans les majeures, en 2009 avec San Diego. Dans le match contre Atlanta, Lane récolte aussi son premier coup sûr depuis le 11 septembre 2007 avec Houston.